# 黒瀬町宗近柳国
黒瀬町宗近柳国（くろせちょうむねちかやなくに）とは、広島県東広島市の大字。全域で住居表示未実施である。

## 概要
黒瀬地区東部に位置しており、町域北部には黒瀬ダムを擁する。
「宗近」と「柳国」の二村からなる合成地名だと考えられている。「柳国」の由来は黒瀬川に簗をかけて魚を獲る集団がいたことに由来するとする説が有力である。
旧上黒瀬村の一部である。

## 沿革
- 1889年（明治22年）4月1日 - 町村制施行。賀茂郡宗近柳国村と南方村が合併し、上黒瀬村が発足する。宗近柳国村は「宗近柳国」として上黒瀬村の大字となる[2][3]。
- 1954年（昭和29年）3月31日、賀茂郡中黒瀬村、下黒瀬村、乃美尾村、上黒瀬村が合併し、黒瀬町が発足する。宗近柳国は黒瀬町の大字となる[2][3]。
- 2005年（平成17年）2月7日 - 黒瀬町他4町が東広島市に編入される。宗近柳国は「黒瀬町宗近柳国」として東広島市の大字となる[4]。

## 交通

### 鉄道
町内を山陽新幹線が通るが、駅はない。最寄り駅は東広島駅。

### バス
JRバス中国の路線バス及び、東広島市のコミュニティバス「黒瀬さくらバス」が利用可能である。

#### JRバス中国
- 西条駅 - 広大西口 - 広島国際大学
- 西条駅 - 東広島駅 - 広島国際大学
- 西条駅 - 御薗宇 - 広島国際大学 - 広駅 - 呉駅

#### 黒瀬さくらバス
- 渋・長貫 - ショージ - 黒瀬支所

### 道路

#### 高速道路
- 東広島呉自動車道 - 町内に施設はない。

#### 一般国道
- 国道375号

#### 一般地方道
- 広島県道334号小多田安浦線

## 施設
- 東広島市立上黒瀬小学校
- 黒瀬ダム
- 東広島警察署柳国駐在所

## 学区
公立小学校に通学する場合、板城西小学校もしくは上黒瀬小学校に通学することになる。いずれに入学した場合でも、進学先の中学校は黒瀬中学校である。

## 面積
2020年時点での面積は5.684213871㎢である。

## 世帯数・人口
2024年10月末での世帯数は671 世帯、人口は1324人である。